# Communauté d'agglomération Grand Châtellerault
Pour les articles homonymes, voir Châtellerault (homonymie).
La communauté d'agglomération Grand Châtellerault est une communauté d'agglomération française, située dans le département de la Vienne et la région Nouvelle-Aquitaine.

## Présentation
En 2009 :
- Superficie : 5,41 % du département de la Vienne.
- Population : 13,28 % du département de la Vienne.
- Évolution annuelle de la population (entre 1990 et 1999) : +0,16 % (+0,54 % pour le département).
- 4 canton(s) concerné(s) : canton de Châtellerault-1, canton de Châtellerault-2, canton de Châtellerault-3 et canton de Chauvigny.
- 8 ville(s) de plus de 2 000 habitants : Châtellerault, Naintré, Dangé-Saint-Romain, Thuré, Lencloître, Scorbé-Clairvaux, Vouneuil-sur-Vienne et Bonneuil-Matours.
- 1 ville(s) de plus de 15 000 habitants : Châtellerault.

## Historique
- Création de la communauté de communes du Pays Châtelleraudais par arrêté du 24 décembre 1993 (Châtellerault, Cenon-sur-Vienne, Colombiers (Vienne), Monthoiron, Naintré, Thuré (Vienne), Vouneuil-sur-Vienne)
- Les communes d'Archigny, Availles-en-Châtellerault et Bonneuil-Matours rejoignent la Communauté de communes du Pays Châtelleraudais en 1997 : passage de 7 à 10 membres,
- La Communauté d'Agglomération du Pays Châtelleraudais est constituée le 12 décembre 2000 par transformation de la Communauté de communes,
- Adhésion de Saint-Sauveur et Senillé fin 2012 (12 membres),
- Adhésion de Bellefonds le 1er janvier 2013 (13 membres),
- Fusion de Saint-Sauveur et Senillé donne naissance à la nouvelle commune de Senillé - Saint-Sauveur le 1er janvier 2016 (12 membres).
- Le 1er janvier 2017, l'intercommunalité s’agrandit (47 communes) en intégrant la communauté de communes du Lencloîtrais, la communauté de communes des Vals de Gartempe et Creuse et la communauté de communes des Portes du Poitou[2],[3]. Elle prend le nom communauté d'agglomération Grand Châtellerault.

## Démarche de projet
- Le conseil de développement de la communauté d'agglomération devait être créé en avril 2005.

## Procédures et dispositifs contractuels
- Le pays met en œuvre son projet de territoire au travers :

– un contrat de territoire (2004-2006) adopté par la Commission permanente du conseil régional le 30/05/05 ;
– un contrat de ville (2000-2006) a été signé le 5/12/2000 sur le territoire de la commune de Châtellerault entre le maire, l'État, le conseil régional de Poitou-Charentes, la CAF (caisse d'allocations familiales), le FASILD (fonds d'action sociale et de soutien pour l'intégration et la lutte contre les discriminations) et la CDC (Caisse des dépôts et consignations).
Les quartiers concernés sont : Ozon, Les Renardières (ZUS et ZRU).

## Territoire communautaire

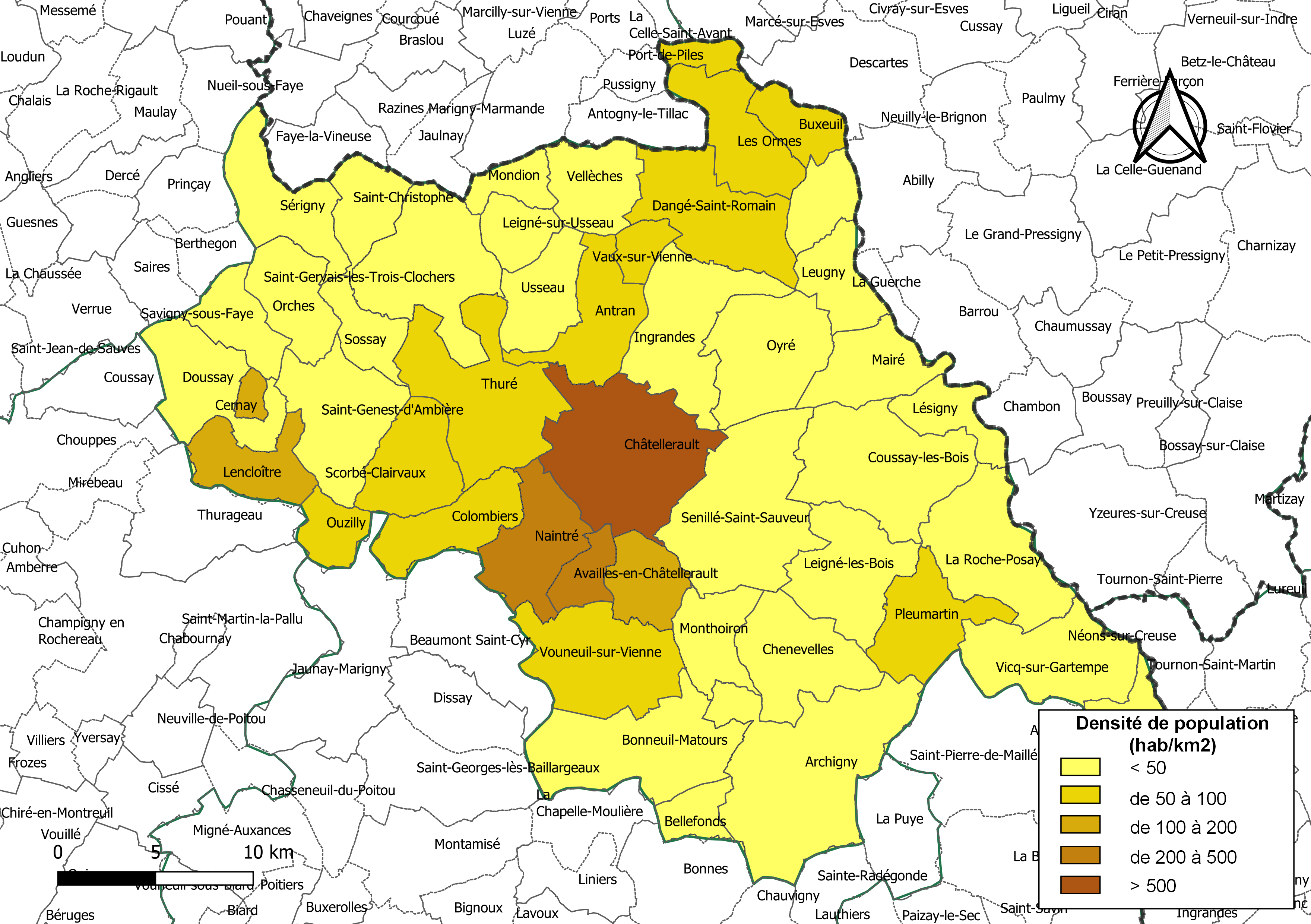
Carte des densités de population (millésimée 2016) des communes de la communauté d'agglomération Grand Châtellerault. Composition en communes au 1er janvier 2019.

### Géographie
Située au nord-est  du département de la Vienne, la communauté d'agglomération Grand Châtellerault regroupe 47 communes et présente une superficie de 1 133,9 km2.

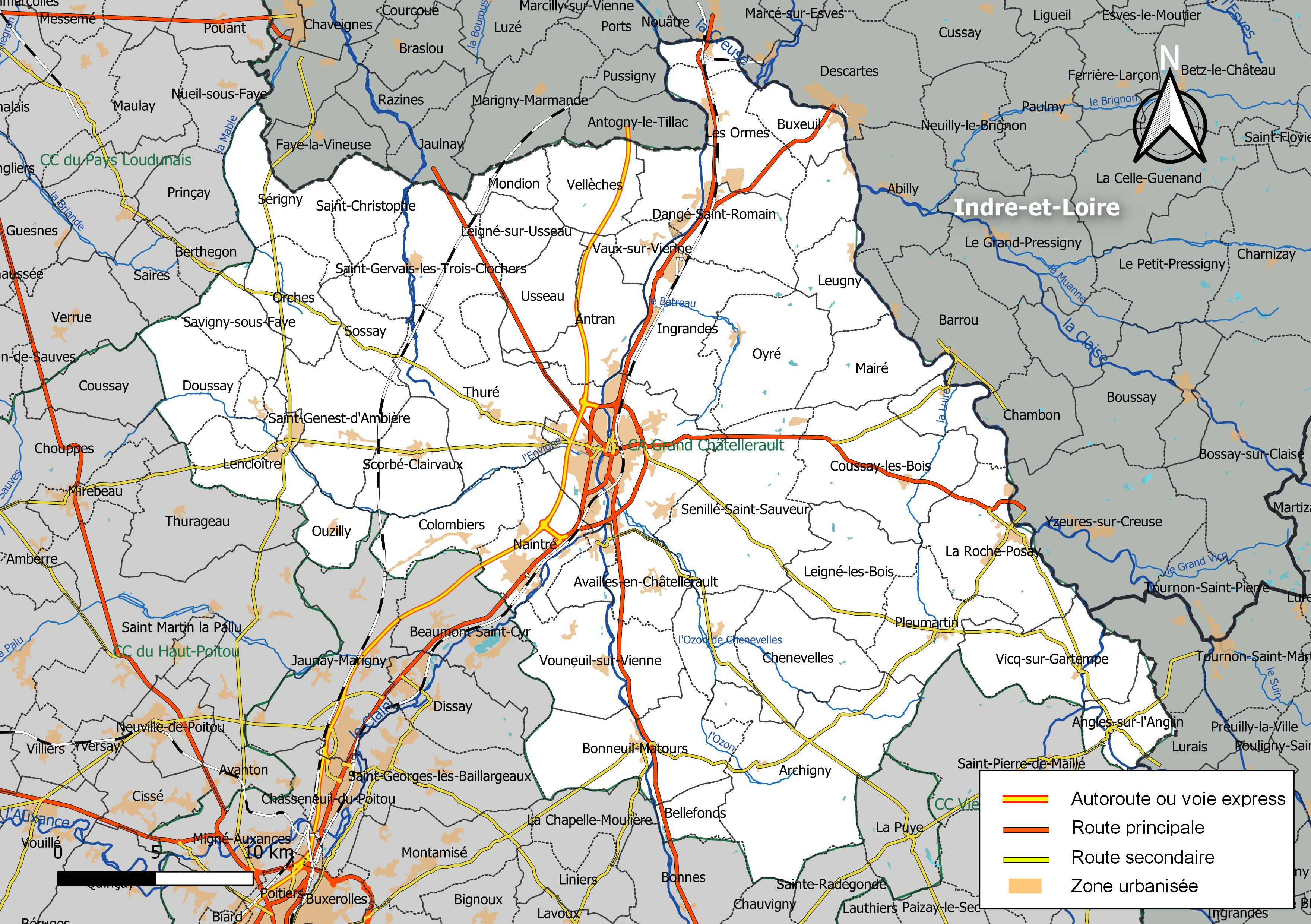
Carte de la communauté d'agglomération Grand Châtellerault au 1er janvier 2019.

### Composition
La communauté d'agglomération est composée des 47 communes suivantes :

| Nom                              | Code Insee | Gentilé                 | Superficie (km2) | Population (dernière pop. légale) | Densité (hab./km2) |
| -------------------------------- | ---------- | ----------------------- | ---------------- | --------------------------------- | ------------------ |
| Châtellerault (siège)            | 86066      | Châtelleraudais         | 51,93            | 31 105 (2022)                     | 599                |
| Angles-sur-l'Anglin              | 86004      | Anglois                 | 14,75            | 362 (2022)                        | 25                 |
| Antran                           | 86007      | Antranais               | 23,82            | 1 156 (2022)                      | 49                 |
| Archigny                         | 86009      | Archignois              | 66,68            | 1 060 (2022)                      | 16                 |
| Availles-en-Châtellerault        | 86014      | Availlais               | 15,46            | 1 738 (2022)                      | 112                |
| Bellefonds                       | 86020      |                         | 8,5              | 250 (2022)                        | 29                 |
| Bonneuil-Matours                 | 86032      | Bonnimatois             | 42,8             | 2 096 (2022)                      | 49                 |
| Buxeuil                          | 86042      | Buxeuillois             | 11,96            | 901 (2022)                        | 75                 |
| Cenon-sur-Vienne                 | 86046      | Cenonais                | 8,6              | 1 690 (2022)                      | 197                |
| Cernay                           | 86047      | Cernaisiens             | 3,29             | 478 (2022)                        | 145                |
| Chenevelles                      | 86072      | Chenevellois            | 29,3             | 442 (2022)                        | 15                 |
| Colombiers                       | 86081      | Colombinois             | 20,77            | 1 418 (2022)                      | 68                 |
| Coussay-les-Bois                 | 86086      | Coussayais              | 43,32            | 913 (2022)                        | 21                 |
| Dangé-Saint-Romain               | 86092      | Dangéens                | 34,99            | 2 968 (2022)                      | 85                 |
| Doussay                          | 86096      | Dousséens               | 27,1             | 680 (2022)                        | 25                 |
| Ingrandes                        | 86111      | Ingrandais              | 35,03            | 1 704 (2022)                      | 49                 |
| Leigné-les-Bois                  | 86125      |                         | 29,97            | 565 (2022)                        | 19                 |
| Leigné-sur-Usseau                | 86127      |                         | 11,23            | 453 (2022)                        | 40                 |
| Lencloître                       | 86128      | Lencloîtrais            | 19,04            | 2 490 (2022)                      | 131                |
| Lésigny                          | 86129      | Lésinois                | 13,21            | 525 (2022)                        | 40                 |
| Leugny                           | 86130      | Leugnycois              | 15,74            | 370 (2022)                        | 24                 |
| Mairé                            | 86143      | Mairéens                | 20,57            | 174 (2022)                        | 8,5                |
| Mondion                          | 86162      | Mondionnais             | 8,91             | 118 (2022)                        | 13                 |
| Monthoiron                       | 86164      | Monthoironnais          | 16,66            | 672 (2022)                        | 40                 |
| Naintré                          | 86174      | Naintréens              | 24,86            | 5 954 (2022)                      | 240                |
| Orches                           | 86182      | Orchais                 | 19,22            | 356 (2022)                        | 19                 |
| Les Ormes                        | 86183      | Ormois                  | 24,22            | 1 620 (2022)                      | 67                 |
| Ouzilly                          | 86184      | Ouzillois               | 10,63            | 954 (2022)                        | 90                 |
| Oyré                             | 86186      | Oyréens                 | 33,19            | 964 (2022)                        | 29                 |
| Pleumartin                       | 86193      | Pleumartinois           | 23,92            | 1 208 (2022)                      | 51                 |
| Port-de-Piles                    | 86195      | Port-de-Pilois          | 5,32             | 548 (2022)                        | 103                |
| La Roche-Posay                   | 86207      | Rochelais               | 35,31            | 1 571 (2022)                      | 44                 |
| Saint-Christophe                 | 86217      |                         | 15,2             | 278 (2022)                        | 18                 |
| Saint-Genest-d'Ambière           | 86221      | Ambigariens             | 32,06            | 1 211 (2022)                      | 38                 |
| Saint-Gervais-les-Trois-Clochers | 86224      | Saint-Gervessiens       | 39,15            | 1 318 (2022)                      | 34                 |
| Saint-Rémy-sur-Creuse            | 86241      | Saint-Rémois            | 12,94            | 453 (2022)                        | 35                 |
| Savigny-sous-Faye                | 86257      | Savignois               | 15               | 377 (2022)                        | 25                 |
| Scorbé-Clairvaux                 | 86258      | Scorbésiens-Clairvalois | 22,85            | 2 177 (2022)                      | 95                 |
| Senillé-Saint-Sauveur            | 86245      |                         | 50,31            | 1 724 (2022)                      | 34                 |
| Sérigny                          | 86260      |                         | 24,92            | 314 (2022)                        | 13                 |
| Sossais                          | 86265      | Sosséens                | 12,04            | 414 (2022)                        | 34                 |
| Thuré                            | 86272      | Thuréens                | 43,47            | 2 787 (2022)                      | 64                 |
| Usseau                           | 86275      | Usselois                | 18,95            | 582 (2022)                        | 31                 |
| Vaux-sur-Vienne                  | 86279      | Vauxois                 | 7                | 543 (2022)                        | 78                 |
| Vellèches                        | 86280      | Vellèchois              | 19,64            | 349 (2022)                        | 18                 |
| Vicq-sur-Gartempe                | 86288      | Vicquois                | 33,22            | 656 (2022)                        | 20                 |
| Vouneuil-sur-Vienne              | 86298      | Vouneuillois            | 36,8             | 2 278 (2022)                      | 62                 |

### Démographie
| 1968   | 1975   | 1982   | 1990   | 1999   | 2010   | 2015   | 2021   |
| ------ | ------ | ------ | ------ | ------ | ------ | ------ | ------ |
| 73 448 | 76 716 | 79 599 | 80 747 | 81 782 | 84 797 | 84 770 | 83 179 |

## Administration

### Siège
Le siège de la communauté d'agglomération est situé à Châtellerault.

### Les élus
Le conseil communautaire de la communauté d'agglomération se compose de 81 conseillers, représentant chacune des communes membres et élus pour une durée de six ans.
Ils sont répartis comme suit :
| Nombre de conseillers | Communes                              |
| --------------------- | ------------------------------------- |
| 28                    | Châtellerault                         |
| 5                     | Naintré                               |
| 2                     | Dangé-Saint-Romain, Lencloître, Thuré |
| 1 (+1 suppléant)      | les autres communes                   |

### Présidence
| Période                                  | Période                       | Identité           | Étiquette | Qualité                          |
| ---------------------------------------- | ----------------------------- | ------------------ | --------- | -------------------------------- |
| Les données manquantes sont à compléter. |                               |                    |           |                                  |
| 2017                                     | En cours (au 15 juillet 2020) | Jean-Pierre Abelin | UDI       | Maire de Châtellerault (2008 → ) |

### Régime fiscal et budget
Le régime fiscal de la communauté d'agglomération est la fiscalité professionnelle unique (FPU).

## Projets et réalisations
En 2025, la communauté d'agglomération met en place un réseau express vélo nommé Châtel'Vélo, qui totalise 55 km, à la suite d'une concertation commencée en 2021.